# Slídil (film, 2007)
Slídil (v originále Sleuth) je britsko-americký hraný film z roku 2007, který režíroval Kenneth Branagh podle stejnojmenné divadelní hry Anthonyho Shaffera. Snímek měl světovou premiéru na filmovém festivalu v Benátkách dne 30. srpna 2007.

## Děj
Milo Tindle je mladý nezaměstnaný herec, který přichází na návštěvu za Andrewem Wykem, milionářem a slavným autorem detektivních románů. Jeho cílem je přesvědčit romanopisce, aby se rozvedl se svou ženou, se kterou Milo nyní žije. Wyke nabídne Tindleovi dohodu. Když mu pomocí fingovaného vloupání do sejfu pomůže získat peníze z pojistky, rozvede se. Tím začíná nelítostný souboj mezi oběma muži.

## Obsazení
| Michael Caine | Andrew Wyke |
| Jude Law      | Milo Tindle |